# فواديو فالنتينو ليبراتشه
كان فواديو فالنتينو ليبراتشه (16 مايو 1919- 4 فبراير 1987) عازف بيانو أمريكي ومغنيًا وممثلًا. كان طفلًا معجزة وُلد في ويسكونسن لوالدين من أصول إيطالية وبولندية، وتمتع بحياة مهنية امتدت أربعة عقود من الحفلات الموسيقية والتسجيلات والتلفاز والأفلام والتأييدات. في ذروة شهرته، من الأربعينيات إلى السبعينيات، كان المغني الأعلى أجرًا في العالم وله سلسلة حفلات ثابتة في لاس فيغاس وجدول جولات عالمية. اعتنق أسلوب حياة صارخ أشد ما يكون على المسرح وبعيدًا عنه.

## نشأته وتعليمه
وُلد فواديو فالنتينو ليبراتشه (المعروف لأصدقائه باسم «لي» ولعائلته باسم «والتر») في وست ألس بويسكونسن، في 16 مايو 1919. كان والده، سالفاتور (سام) ليبراتشه (1885- 1977)، مهاجرًا من فورميا في منطقة لاتزيو بوسط إيطاليا. وُلدت والدته، فرانسس زوكوفسكي (1892- 1980) في ميناشا بويسكونسن، من أصل بولندي. كان لليبراتشه توأم مطابق توفي عند الولادة. كان له ثلاثة إخوة ظلوا أحياء: أخ اسمه جورج (عازف كمان)، وأخت اسمها أنجلينا، وأخ أصغر اسمه رودي (رودولف فالنتينو ليبراتشه سُمي تيمنًا بالممثل بسبب اهتمام أمه بعالم الاستعراض).
عزف والد ليبراتشه البوق الفرنسي في الفرق الموسيقية والسينمات، لكنه غالبًا ما عمل عاملًا في مصنع أو أجيرًا. بينما شجع سام الموسيقى في عائلته، كانت زوجته فرانسيس (على الرغم من أنها كانت عازفة بيانو محترفة قبل زواجها)، تؤمن أن دروس الموسيقى ومشغل الأسطوانات من الكماليات التي لا يمكنهم تحملها. سبب هذا خلافات. صرح ليبراتشه لاحقًا قائلًا: «إن حب والدي واحترامه للموسيقى خلقا فيه عزمًا عميقًا على منح العالم إرثًا متمثلًا بعائلة من الموسيقيين المكرسين أنفسهم لتطور الفن».
بدأ ليبراتشه العزف على البيانو في سن الرابعة. بينما كان سام يصطحب أطفاله إلى الحفلات الموسيقية لتعريضهم أكثر إلى الموسيقى، كان أيضًا مشرفًا يطالب الأولاد بمعايير عالية في كل من التدريب والأداء. كانت موهبة ليبراتشه الرائعة واضحة منذ سنواته الأولى. في سن السابعة، كان قادرًا على حفظ القطع الصعبة. درس تقنية عازف البيانو البولندي إغناتسه يان بادرفسكي. في سن الثامنة، التقى بادرفسكي واقعًا في الكواليس في حفل موسيقي على مسرح بابست في ميلواكي. قال ليبراتشه في وقت لاحق: «لقد ثملت بالفرحة التي نلتها من عزف الفنان العظيم. كانت أحلامي تعج بتخيلات السير على خطاه... بوحي وإلهام مصدره طموحي، بدأت بالتدرب بحماسة جعلت اهتمامي السابق بالبيانو يبدو مثل استخفاف». صار بادرفسكي لاحقًا صديقًا للعائلة، بالإضافة إلى كونه مرشد ليبراتشه، والذي لم يضيع أي فرصة لتكريمه.
كان الكساد الكبير صعبًا ماديًا على عائلة ليبراتشه. في طفولته، عانى ليبراتشه من إعاقة في الكلام، وفي سن المراهقة، من استهزاء أطفال الحي الذين سخروا منه بسبب شخصيته المخنثة، وتجنبه للرياضة، وولعه بالطبخ والعزف على البيانو. ركز ليبراتشه على العزف على البيانو الخاص به وعزف بمساعدة مدرس الموسيقى فلورنس كيلي الذي أشرف على تطور ليبراتشه الموسيقي لمدة 10 سنوات. اكتسب خبرة في عزف الموسيقى الشعبية في المسارح وفي الراديو المحلي وفي دروس الرقص والنوادي وحفلات الزفاف.
في 1934، عزف الجاز على البيانو مع مجموعة مدرسية اسمها «ذا ميكسرز» ومع مجموعات أخرى لاحقًا. أدى ليبراتشه عروضًا أيضًا في الملاهي الليلة ونوادي التعري. ورغم عدم موافقة سام وفرانسس، كان ابنهما يكسب قوت يومه في أوقات عصيبة. لبعض الوقت، اتخذ ليبراتشه الاسم الفني «والتر بستركيز». أظهر أيضًا اهتمامًا بالرسامة والتصميم والرسم وصار مأتنقًا في ملبسه ومتابعًا للموضة. بحلول هذا الوقت، كان يُظهر بالفعل ميلًا لتحويل التقاليع إلى ممارسات لجذب الانتباه، واكتسب شعبية في المدرسة، على الرغم من أن البعض جعله محط سخرية.

## حياته المهنية

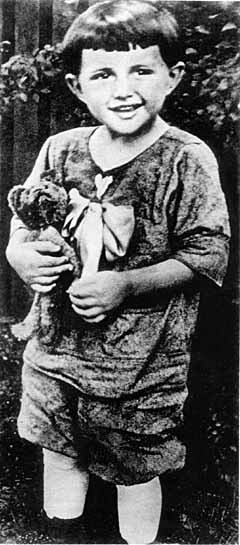
عازف البيانو الأمريكي ليبيراتشي مع دمية دب في سن الثالثة

### بدايتها
شارك ليبراتشه في مسابقة رسمية للموسيقى الكلاسيكية في 1937، وأُشيد به على «ذوقه وروحه الاستعراضية». في نهاية حفل موسيقي كلاسيكي تقليدي في لا كروس عام 1939، أعاد ليبراتشه لأول مرة غناء أغنية بناء على الطلب الجمهور، وهي أغنيته الكوميدية الشهيرة «ثلاث سمكات صغيرات». صرح لاحقًا أنه عزف اللحن الشعبي بأسلوب العديد من الملحنين الكلاسيكيين. عزف ابن العشرين عامًا مع أوركسترا شيكاغو السيمفونية في 15 يناير 1940 على مسرح بابست في ميلواكي، ليؤدي كونشرتو البيانو الثاني لفرانز ليست تحت عصار هانز لانج، والذي حصل على تقييمات عالية عليه. قام أيضًا بجولة في الغرب الأوسط.
بين عامي 1942 و1944، انتقل ليبراتشه من الأداء الكلاسيكي المباشر وأعاد ابتكار عرضه محولًا إياه إلى عرض «موسيقى البوب مع بعض الكلاسيكيات» أو كما أسماه «موسيقى كلاسيكية بعد استبعاد الأجزاء المملة». في بداية الأربعينيات، كافح في مدينة نيويورك، ولكن بحلول منتصف الأربعينات وأواخرها، كان يؤدي عروضه في النوادي الليلة في المدن الكبرى في جميع أنحاء الولايات المتحدة و «اكتسب شهرة وطنية من خلال عقود أدائه مع سلسلتي فنادق ستاتلر وراديسون»، ما جعله يتخلى إلى حد كبير عن الموسيقى الكلاسيكية كلها. تحول من عازف بيانو كلاسيكي إلى فنان ورجل استعراض، وكان يخلط على نحو غير متوقع وغريب الأطوار بين الجاد والخفيف، مثلًا: شوبان مع «هوم أون ذا رينج».
عزف البيانو لبعض الوقت مع الفونوغراف على المسرح. ساعدته الحيلة في جذب الانتباه. أضاف أيضًا التفاعل مع الجمهور، أي تلقي الطلبات والتحدث مع العملاء وإلقاء النكات وإعطاء الدروس لأعضاء مختارين من الجمهور. بدأ أيضًا بإيلاء اهتمام أكبر لتفاصيل مثل التقديم والإضاءة والعرض المسرحي. كان التحول إلى فنان مدفوعًا برغبة ليبراتشه في التواصل مباشرة مع جماهيره، وثانيًا من واقع المنافسة الصعبة في عالم البيانو الكلاسيكي.
في 1943، بدأ بالظهور في ساونديز (باكورة الفيديوهات الموسيقية في الأربعينيات). أعاد إبداع أغنيتين صارختين من عرضه في النادي الليلي هما «تايغر راغ» و«وتويلفث ستريت راغ». في هذين الفيلمين، تلقى أجره تحت اسم والتر ليبراتشه. أطلقت شركة كاسل فيلمز كلا «الساونديز» لاحقًا إلى سوق الأفلام المنزلية. في 1944، ظهر لأول مرة في فيغاس، والتي أصبحت فيما بعد مكانه الرئيس.